# CNTF
CNTF (англ. Ciliary neurotrophic factor) – білок, який кодується однойменним геном, розташованим у людей на короткому плечі 11-ї хромосоми. Довжина поліпептидного ланцюга білка становить 200 амінокислот, а молекулярна маса — 22 931.
| 10         |  | 20         |  | 30         |  | 40         |  | 50         |
| ---------- |  | ---------- |  | ---------- |  | ---------- |  | ---------- |
| MAFTEHSPLT |  | PHRRDLCSRS |  | IWLARKIRSD |  | LTALTESYVK |  | HQGLNKNINL |
| DSADGMPVAS |  | TDQWSELTEA |  | ERLQENLQAY |  | RTFHVLLARL |  | LEDQQVHFTP |
| TEGDFHQAIH |  | TLLLQVAAFA |  | YQIEELMILL |  | EYKIPRNEAD |  | GMPINVGDGG |
| LFEKKLWGLK |  | VLQELSQWTV |  | RSIHDLRFIS |  | SHQTGIPARG |  | SHYIANNKKM |
|            |  |            |  |            |  |            |  |            |

A: Аланін

C: Цистеїн

D: Аспарагінова кислота

E: Глутамінова кислота

F: Фенілаланін

G: Гліцин

H: Гістидин

I: Ізолейцин

K: Лізин

L: Лейцин

M: Метіонін

N: Аспарагін

P: Пролін

Q: Глутамін

R: Аргінін

S: Серин

T: Треонін

V: Валін

W: Триптофан

Кодований геном білок за функціями належить до факторів росту, білків розвитку. 
Задіяний у таких біологічних процесах, як диференціація клітин, нейрогенез. 
Локалізований у цитоплазмі.